# سرطان الرحم
سرطان الرحم، هو أي نوع من السرطان ينشأ من نسيج الرحم. وهو يشير إلى أنواع عديدة من السرطان، ويعد سرطان عنق الرحم (الذي ينشأ من الجزء السفلي للرحم) هو النوع الأكثر شيوعًا في العال وثاني أكثر أنواع السرطان شيوعًا في النساء في الدول النامية. سرطان بطانة الرحم (سرطان التبطين الداخلي للراحم) هو ثاني أكثر الأنواع شيوعًا، ورابع أكثر أنواع السرطان شيوعًا في النساء في الدول المتقدمة.
تعتمد عوامل الخطر على نوع السرطان بالتحديد، لكن السمنة، والتقدم بالعمر، والعدوى بفيروس الورم الحليمي البشري تمثل الخطر الأكبر للإصابة بسرطان الرحم. مبكرًا، قد لا تظهر أعراض، ولكن من الممكن حدوث نزيف مهبلي غير منتظم، أو آلام في الحوض، أو شعور بالامتلاء في منطقة الحوض. إذا تم اكتشافه مبكرًا، فإن أغلب أنواع سرطان الرحم يمكن علاجها باستخدام طرق جراحية وطبية. إذا امتد السرطان لأبعد من من نسيج الرحم، قد يحتاج لطرق علاجية أكثر تقدمًا وتشمل مزيجًا من العلاج الكيميائي، والعلاج بالأشعة، والجراحة.

## الأسباب
ليس من المعروف بشكل مؤكد ما هي أسباب سرطان الرحم، ولكن من المعتقد أن اختلال التوازن الهرموني عامل خطر مهم. من المعتقد كذلك أن مستقبلات الإستروجين (التي تتواجد على سطح خلايا السرطان) تتفاعل مع هرمون الإستروجين مسببة زيادة في نمو الخلية، ما قد يؤدي للسرطان. لكن آلية حدوث ذلك غير مفهومة.

## الأنواع
يشير مصطلح سرطان الرحم لأيٍ من الأنواع السرطانية العديدة التي تنشأ في الرحم، وتشمل:
- سرطان بطانة الرحم:

- تنشأ سرطانة بطانة الرحم من خلايا في غدد بطانة الرحم. ويشمل ذلك النوع عدة أنواع، منها:
النوع الشائع سهل العلاج: السرطان الغدي الشبيه ببطانة الرحم (endometrioid adenocarcinoma)
الأنواع الأكثر عدائية: السرطان الحليمي المصلي (uterine papillary serous carcinoma)، والسرطان ذو الخلايا الصافية (uterine clear-cell carcinoma).
- تنشأ الساركومة اللحمية لبطانة الرحم من النسيج الضام لبطانة الرحم، وهي أقل شيوعًا بكثير عن سرطانة بطانة الرحم.
- الأورام المولرية المختلطة الخبيثة هي عبارة عن أورام نادرة لبطانة الرحم ويظهر فيها كلا النوعين الغدي (سرطانة) واللحمي (ساركومة) - وهي أورام تشبه في طبعها السرطانة قليلة التمايز، وتبدو وكأنها غدية المنشأ أكثر من كونها لحمية.

- ينشأ سرطان عنق الرحم من منطقة التحول في عنق الرحم، والجزء السفلي من الرحم، ويرتبط بالجانب العلوي من المهبل.
- ساركومات رحمية: ساركومات عضل الرحم (الطبقة العضلية للرحم)، هي غالبا ساركومات عضلية ملساء.
- يرتبط مرض ورم الأرومة الغاذية الحملي بعمليات الأورام التي تنشأ من نسيج الحمل والتي تتواجد غالبا في الرحم.

## الانتشار

الوفاة بحسب العمر من سرطان جسم الرحم لكل 100,000 نسمة في عام 2004..
no data
less than 0.5
0.5-1
1-1.5
1.5-2
2-2.5
2.5-3
3-3.5
3.5-4
4-4.5
4.5-5
5-8
more than 8

تسبب سرطان الرحم في حوالي 58,000 وفاة في 2010 مقارنة بـ45,000 في 1990.
سرطان الرحم هو رابع أكثر السرطانات شيوعًا بين النساء في المملكة المتحدة (تم تشخيص حوالي 8500 امرأة في عام 2011)، وهو عاشر أكثر أسباب الوفاة بسبب السرطان بين النساء (حوالي 2000 وفاة في 2012).

## أنظر أيضا
- حوض متجمد

## روابط خارجية
- Clinically reviewed uterine cancer information for patients
- UK uterine cancer statistics